# Accipiter henicogrammus
L'astore di Gray (Accipiter henicogrammus (G.R.Gray, 1861)) è un uccello rapace della famiglia degli Accipitridi.

## Descrizione
È un rapace di media taglia, lungo 37–48 cm, con un'apertura alare di 64–75 cm.

## Biologia
Le sue prede sono prevalentemente lucertole, ma anche uccelli, piccoli mammiferi e grossi insetti.

## Distribuzione e habitat
L'areale di questa specie è ristretto alle isole indonesiane di Morotai, Halmahera e Bacan, facenti parte dell'arcipelago delle Molucche.

## Conservazione
La Lista rossa IUCN classifica Accipiter henicogrammus come specie prossima alla minaccia (Near Threatened).